# Pszeudo-Dionüsziosz
Pszeudo-Dionüsziosz Areopagitész (görög: Dionysios Areopagites) avagy Ál-Areopagita Dénes, az 5.–6. században élő, görög nyelven író ismeretlen teológus és filozófus, akit a filológia korábban a Bibliában (Csel. 17:34) is említett Areopagita Dénessel tartott azonosnak annak alapján, hogy azt állította, ismerte a Bibliában szereplő alakokat.
Salva Nutsubdze grúz akadémikus és Ernest Honigmann belga professzor a Kaukázusi Ibériából származó Péter teológussal, Ibériai Péterrel hozták kapcsolatba és grúz eredetűnek tartották.
Művei közé tartozik a Corpus Areopagiticum és több levél.  Írásaiban többször utal olyan műveire is, melyek nem maradtak fenn.

## Tanításai
Művei misztikusak és erős neoplatonista hatást mutatnak. Használja Plótinosz jól ismert analógiáját a szobrászról, aki levési azt, ami fölösleges a szobron. Úgy tűnik, ismerte Proklosz műveit – ami azt jelenti, írásai nem keletkezhettek az 5. század előtt –, valamint Alexandriai Szent Kelemen, a kappadókiai atyák, Órigenész és mások írásait.
Nagy különbség van a neoplatonizmus és a keleti ortodox kereszténység közt abban, hogy az egyik szerint egyéni vonásait levetve minden visszatér a forráshoz, a másik végtelen isteni státust nyújt az egyénnek. A Pszeudo-Dionüszosz írásaiban fellelhető liturgikus utalások szintén a 4. század utánra datálják műveit.
Úgy tűnik, ahhoz a csoporthoz tartozott, ami megkísérelte összeegyeztetni a monofizitizmust és az ortodox tanításokat. Írásai először az 5. században tűntek fel, és a monofiziták használták érveik alátámasztására, de más egyházi teológusok is gyorsan elfogadták őket. A dionüszoszi életművet és misztikus tanításait gyorsan elfogadták egész Keleten, a khalkédóni zsinat eredményeivel egyetértők és az azt ellenzők is. Palamasz Szent Gergely ezekre az írásokra utalva nevezi szerzőjüket „isteni dolgok tévedhetetlen megfigyelőjének”. Nyugaton az írások rendkívül népszerűvé váltak a középkori teológusok körében, de hitelességüket már a reneszánsz időkben kezdték megkérdőjelezni.

## Személyazonosság
Pierre Abélard, a 12. századi teológus és filozófus a Saint-Denis-székesegyház bencés szerzetese volt. 1120 körül szabelliánus eretnekség tanításával vádolták, és rövid időre kizárták. 1121-ben, mikor visszatért a rendbe, figyelme a székesegyház névadó szentje felé fordult, és kibogozta a három Dionüszosz személyazonossága körüli rejtélyt. A szerzeteseket ez sértette, és Abélard nem maradt sokáig náluk. A Párizstól északra található nagy Saint-Denis apátság azt állította, birtokában vannak Dionüsziosz, azaz Dénes ereklyéi, ezek azonban a valóságban bárkié lehettek a következő három személy közül:
- Az athéni Areopagoszi Dénes, akit Szent Pál térített meg az 1. században;
- Párizs 3. századi püspöke, aki 250-ben mártírhalált halt;
- Pszeudo-Dionüszosz 5. századi író, aki feltehetőleg azonos a grúz Ibériai Péterrel.

Ennek egy lehetséges oka, hogy a szöveg csak szájhagyomány útján maradt fenn, és később jegyezték le. „Ahogy Plótinosz és a kappadókiaiak, Dionüsziosz nem eredeti szerzőnek tartotta magát, hanem a hagyomány lejegyzőjének.” 
Ebből a három személyből kettőt valóban Dionüsziosznak hívtak, ami nem volt ritka név a görögök körében. Az apátság egy személlyé gyúrta össze a hármat. Birtokukban volt Pszeudo-Dionüsziosz műveinek egy görög nyelvű példánya, melyet Kopasz Károly adott nekik, és Johannes Scotus Erigena fordított latinra a 9. század végén. Ez a fordítás tette ismertté Pszeudo-Dionüsziosz neoplatonizmusát és magyarázatát az angyalokról.
Lorenzo Valla firenzei humanista († 1457) az Újszövetséghez fűzött megjegyzéseiben sokat tett azért, hogy nyilvánvalóvá tegye, a Corpus Areopagiticum szerzője nem lehetett ugyanaz a személy, akit Szent Pál megtérített, bár az eredeti szerzőt nem sikerült azonosítania. A kitalált irodalmi személyt minden olvasó elfogadta, pár kivétellel, mint például Nicolaus Cusanus, de nem sokan foglalkoztak kétségeivel. John Grocyn Valla gondolatmenetét követte, és a befolyásos mű szerzőségéről Rotterdami Erasmus († 1536) is Valla kritikus nézőpontját fogadta el. Erasmus 1504-től terjesztette is ezt a nézetet, ezért katolikus teológusok kritizálták. Johann Eck 1519-ben, a Luther Mártonnal folytatott lipcsei vitájuk során a Corpust – egész pontosan az angyalok hierarchiájáról szóló részét – használta érvként a pápa fensőbbsége apostoli eredetének alátámasztásához, nagy hangsúlyt fektetve a platóni analógiára: „ahogy odafenn, úgy idelenn is”.
A 19. században a modernista katolikusok is elfogadták, hogy Szent Pál állítólagos tanítványának jóval Proklosz után kellett élnie, mert Proklosz műveit alakította át úgy, hogy keresztény kifejezésekbe öltöztette a neoplatonizmust. Ez a filozófiai megközelítés érdekelte a keresztény neoplatonista Vallát is. A Stanford History of Philosophy  összeállítói úgy tartják, Pszeudo-Dionüsziosz valószínűleg „Proklosz tanítványa, talán szíriai származású; eleget tudott a platonizmusról és a keresztény hagyományról ahhoz, hogy mindkettőt átformálja. Mivel Proklosz 485-ben halt meg, és mivel Dionüsziosz műveit az antiókhiai Szeverosz idézi először egyértelműen 518 és 528 között, Dionüsziosz műveinek keletkezését 485 és 518–528 közé tehetjük.”
A Pszeudo-Dionüszosz apostoli tekintélyét el nem ismerő protestánsok nem fogadják el az általa kidolgozott angelológiát.

## A kilenc angyali rend
Pszeudo-Dionüsziosz Areopagitész „A mennyei hierarchiáról” című műve arról a szent rendről szól, melynek célja az Istenhez való legtökéletesebb hasonulás, és az egyesülés vele. A hierarchia szent rend, tudás és tevékenység, mely a lehetőségekhez mérten hasonul az Istenhez, és erejének arányában felemelkedik Isten utánzására.
Ebben a szent rangsorban az Istenség áll mindenek felett; hozzá legközelebb azok a létezők foglalhatnak helyet, akik többszörösen részesednek benne. A magasabb fokozaton állók természetesen rendelkeznek az alattuk lévők erejével, az utóbbiak azonban nem részesülnek a felettük lévők kiválóságaiból. A mennyei hierarchia az angyalokat három csoportba rendezi, majd e három csoportot további három rendre bontja, tehát összesen kilenc angyali rendről ír.
- I. hierarchia
  - 1. szeráfok
  - 2. kerubok
  - 3. trónusok
- II. hierarchia
  - 4. uralmak
  - 5. erősségek
  - 6. hatalmasságok
- III. hierarchia:
  - 7. fejedelemségek
  - 8. arkangyalok
  - 9. angyalok

Az első kar angyalai szemlélik közvetlenül Istent, a második karéi csak rajtuk keresztül, és így tovább. Az emberek is a kinyilatkoztatásokat angyaloktól kapták közvetlenül, csak rajtuk keresztül Istentől. Areopagitész az égi hierarchiát az egyházival helyezi párhuzamba, platonikus alapokon állítva, hogy a földi dolgok rendje megfelel egy szellemi világrendnek. Ez a hierarchia az alacsonyabb létezők felé közvetíti az isteni jóságot, ezeken át fokozatosan lehet egyesülni Istennel. Az egyházi hierarchia felosztása tükörképe a mennyeiének. Az első (legfelső) fokozat a szentségeké, a második az egyházi rendé (püspököké, papoké, diakónusoké), a harmadikat a szerzetesek és hívők alkotják.

## Művei magyarul
- Dionüsziosz Areopagitész: Az isteni nevekről (ford. Kárpáty Csilla) IN: Az égi és a földi szépről – Források a későantik és a középkori esztétika történetéhez (közreadja Redl Károly), Gondolat Könyvkiadó, Budapest, 1988, ISBN 963-281-843-1, 184–188. o.
- Dionüsziosz Areopagitész: Misztikus teológia (ford. Erdő Péter.) IN: Az isteni és az emberi természetről. Görög egyházatyák II. Atlantisz Könyvkiadó, Budapest, 1994, ISBN 963-7978-55-0, 259–267. o.
- Dionüsziosz Areopagitész: A mennyei hierarchiáról (ford. Erdő Péter.) IN: Az isteni és az emberi természetről. Görög egyházatyák II. Atlantisz Könyvkiadó, Budapest, 1994, ISBN 963-7978-55-0, 213–259. o.

### Művei angolul a neten
- Celestial Hierarchy Archiválva 2007. október 15-i dátummal a Wayback Machine-ben (HTML)
- Mystical Theology Archiválva 2007. október 27-i dátummal a Wayback Machine-ben (Theologica Mystica) (HTML)
- Works (Corpus Areopagiticum) of pseudo-Dionysius including The Divine Names, Mystical Theology, Celestial Hierarchy, Ecclesiatial Hierarchy, and Letters (available in.pdf, HTML, and.txt format)